# The Boy : La Malédiction de Brahms
Série The Boy
The Boy
(2016)
Pour plus de détails, voir Fiche technique et Distribution.
The Boy : La Malédiction de Brahms, ou Brahms : Le Garçon II au Québec (Brahms: The Boy II), est un film d'horreur américain écrit par Stacey Menear et réalisé par William Brent Bell, sorti en 2020. Il s'agit de la suite de The Boy (2016) du même réalisateur.

## Synopsis
Recherchant un endroit sûr et calme pour leur fils Jude et ignorant la terrifiante histoire du Manoir Heelshire, un couple déménage dans une jolie maison sur le domaine dudit manoir. Alors qu'il explore les environs, le jeune garçon découvre dans les bois une poupée étrangement réaliste, appelée Brahms. Rapidement, il s'attache au jouet, qui, prétend-il, lui parle régulièrement. La mère, inquiète, voudra se débarrasser de la poupée, mais Brahms ne se laissera pas faire, il n'abandonnera pas son ami Jude.

## Fiche technique
- Titre original : Brahms: The Boy II
- Titre français : The Boy : La Malédiction de Brahms
- Titre québécois : Brahms : Le Garçon II
- Réalisation : William Brent Bell
- Scénario : Stacey Menear
- Musique : Brett Detar (en)
- Direction artistique : Laurin Kelsey
- Décors : John Willett
- Costumes : Aieisha Li
- Photographie : Karl Walter Lindenlaub
- Montage : Brian Berdan
- Production : Matt Berenson, Roy Lee, Gary Lucchesi, Eric Reid, Tom Rosenberg, Jim Wedaa et Richard S. Wright
- Production déléguée : Michael McKay, Jackie Shenoo et Robert Simonds
- Sociétés de production : STXfilms et Lakeshore Entertainment
- Sociétés de distribution : STX Entertainment (États-Unis), Metropolitan FilmExport, (France), Elevation Pictures (Canada), Entract Films (Québec)
- Pays d'origine :  États-Unis
- Langue originale : anglais
- Genre : horreur
- Durée : 86 minutes
- Dates de sortie :
  - États-Unis : 21 février 2020
  - France : 26 février 2020

## Distribution
- Katie Holmes (VF : Caroline Victoria ; VQ : Aline Pinsonneault): Liza
- Ralph Ineson (VQ : Louis-Philippe Dandenault) : Joseph
- Owain Yeoman (VF : Marc Arnaud ; VQ : Frédéric Paquet) : Sean
- Christopher Convery (VQ : Lorik Saxena) : Jude
- Anjali Jay (VQ : Geneviève Désilets) : Dr Jill Lawrence
- Natalie Moon (VF : Antonella Colapietro): Pamela
- Oliver Rice : Liam
- Joely Collins (VQ : Isabelle Leyrolles) : Mary
- Ellie King : la gouvernante Grace
- Fabio William (VF : Tom Trouffier ; VQ : Léo Meunier): Brahms

 Source et légende : version française (VF) sur RS Doublage
 Source et légende : version québécoise (VQ) sur Doublage.qc.ca

## Production
Le tournage débute en janvier 2019 et se termine en mars.

## Accueil

### Critiques
Le site Allociné recense quatre critiques presse, pour une moyenne de 2,5⁄5.
Pour le journal Le Parisien, avec cette suite « la surprise n'est hélas plus au rendez-vous ».
Le magazine Télérama considère que « l'horreur est ici exploitée de manière platement littérale et totalement prévisible ».